# Reverzní transkripce

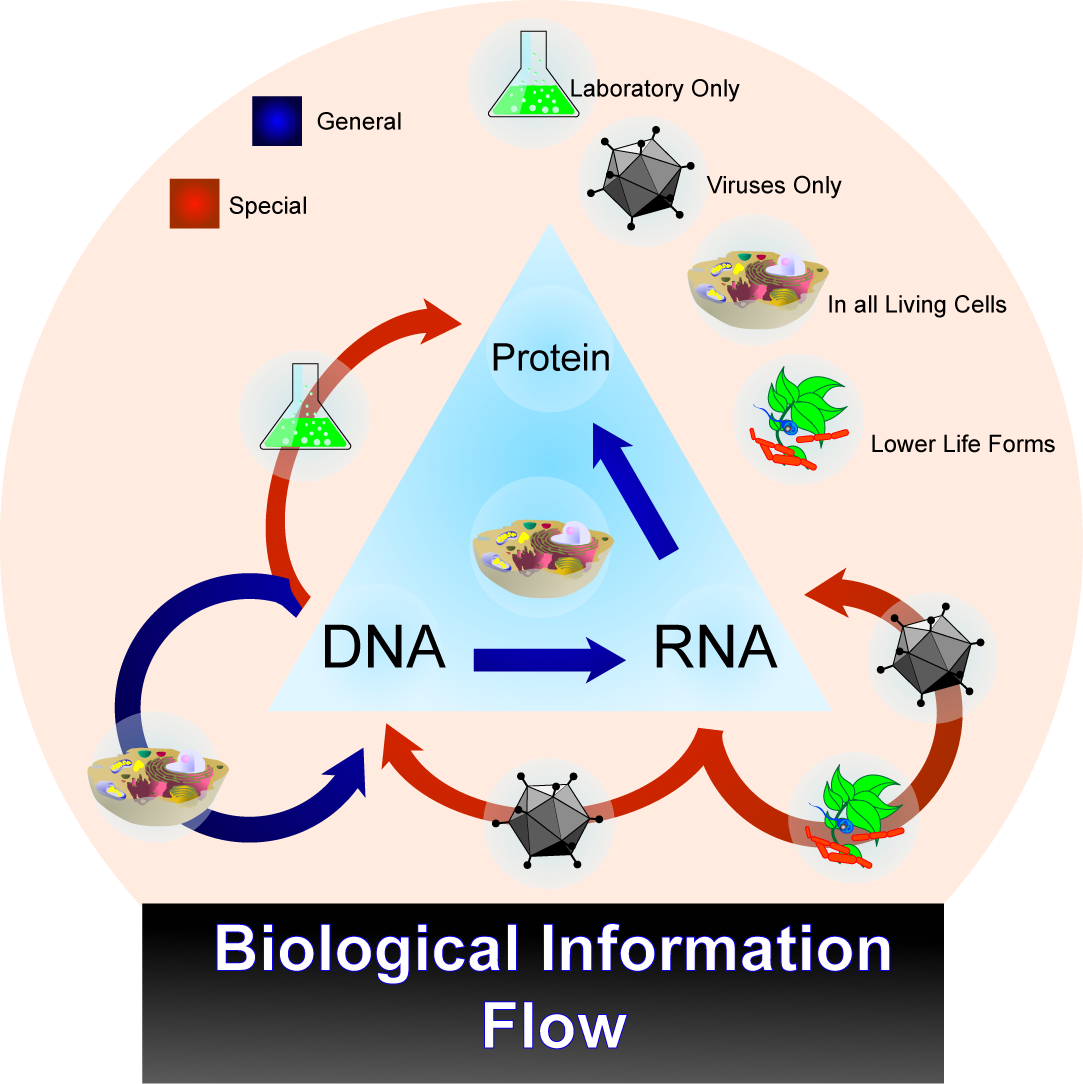
Reverzní transkripce (dolní červená šipka od RNA k DNA) v porovnání s ostatními formami přenosu genetické informace

Reverzní transkripce je proces, při kterém dochází k přepisu genetické informace z ribonukleové kyseliny (RNA) do deoxyribonukleové (DNA).
Jde o obrácený postup, než jaký probíhá v naprosté většině případů přenosu genetického kódu – při transkripci, kdy se genetická informace přepisuje z DNA do RNA. 

## Reverzní transkripce u organismů
Při reverzní transkripci dochází k úpravě genetického kódu a napadená buňka a její potomci provádějí jinou činnost, než je její obvyklá – např. produkci toxinů nebo přímo virů, které buňku původně napadly. Schopnost používat reverzní transkripci mají v přírodě retroviry (podskupina RNA virů), u kterých je proces podporován enzymem reverzní transkriptázou.